# تقني كيميائي

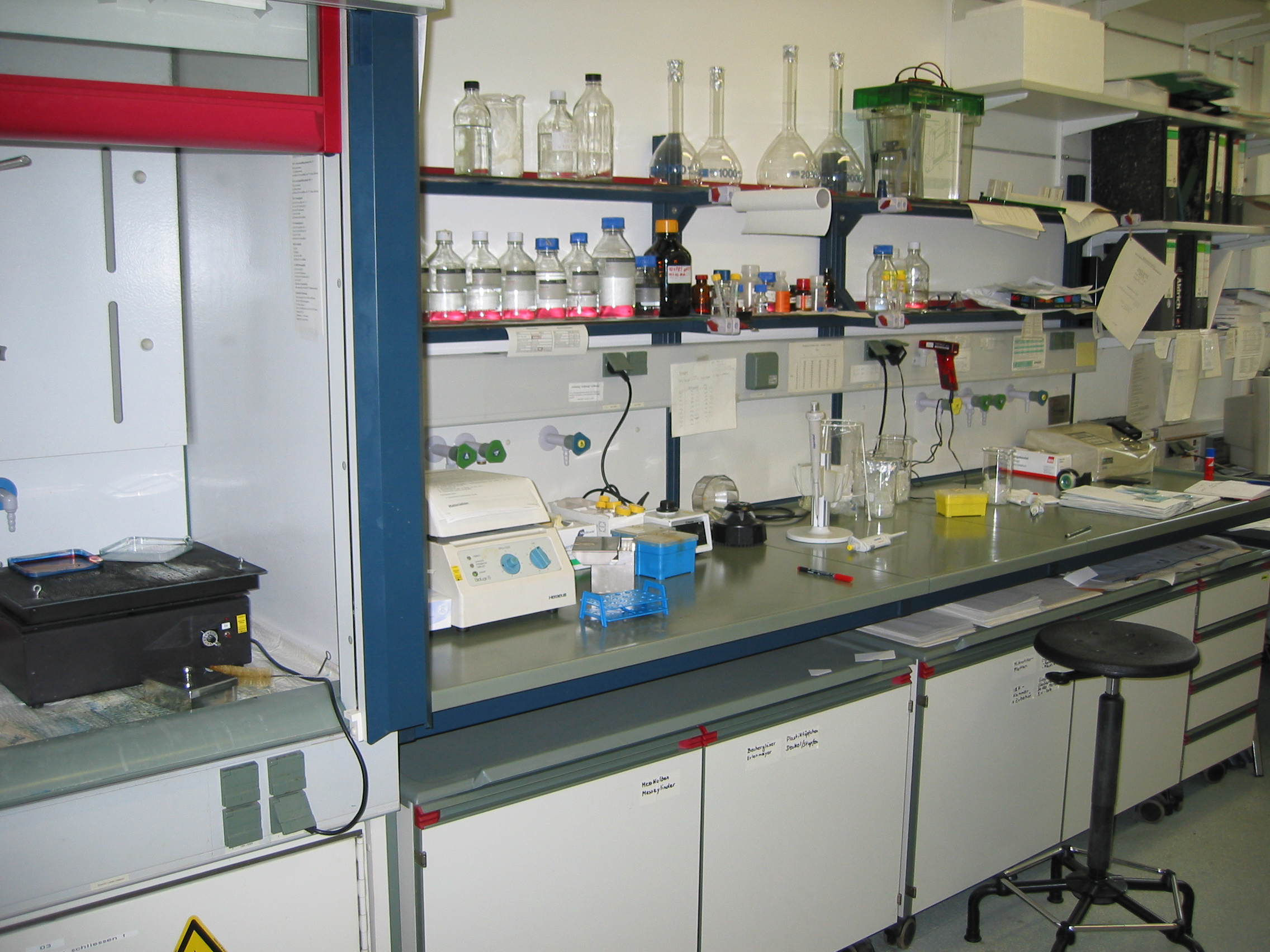
مختبر، معهد الكيمياء الحيوية، جامعة كولونيا

فني أو تقني كيميائي (ج: تقنيون كيميائيون) هم الذين يقدمون الدعم الفني أو الخدمات في المجالات الكيميائية ذات الصلة. قد يعملون تحت الإشراف المباشر أو يعملون بشكل مستقل، حيث يتوقف ذلك على موقفهم وواجباتهم المحددة. حيث تختلف بيئات عملهم على نطاق واسع، بما في ذلك على سبيل المثال لا الحصر المعامل والمواقع الصناعية. وبالمثل، فمن المستحيل تقريبًا تعميم الواجبات التكنولوجية الكيميائية، لذلك تختلف أوصاف وظائفهم بصورة كبيرة.

## الفنيون
غالبًا ما يعمل الفنيون الكيميائيون أو البيوكيميائيون في علم المختبرات الإكلينيكية (طبي) لإجراء التحليلات الروتينية لـ العينات الطبية. الصناعات التي تستخدم التكنولوجيا الكيميائية بما في ذلك الكيمياء، يقوم الفنيون الكيميائيون بالعمل الأكثر شيوعًا من بحث وتطوير. ويعملون بصفة عامة في بيئة مختبر نظيفة environment, تحت إشراف كيميائي أو مهندس كيميائي. وربما يساعدون عادةً في إعداد وإجراء التجارب الكيميائية، بل وربما يستخدمون معدات المختبرات الموجودة تحت الإشراف. ويُتوقع أن يحافظوا على تقييم معايير مراقبة الجودة. وربما يجمعون أيضًا سجلات للدراسات التحليلية، ويشاركون في بعض الأحيان في كتابة تقارير عن الدراسات.

## التقنيون
يعتبر التقنيون أكثر مشاركة من الفنيون في التصميم الفعلي للتجارب وربما يشاركون في تفسير البيانات التجريبية. وقد يكونون مسؤولين أيضًا عن تشغيل العمليات الكيميائية في المصانع الكبيرة، ويمكن أن يساعدوا المهندسين الكيميائيين أيضًا في نفس التصميم.
وبصفة عامة يُتطلب في بعض التعليم بعد الثانوي إما أن يكون فنيًا أو متخصص التكنولوجيا الكيميائية. وفي بعض الأحيان، قد تكون شركة ما على استعداد لتقديم خريج المدارس الثانوية وتدريبهم ليصبحوا فنيين كيميائيين، ولكن في معظم الأحيان يكون هناك حاجة إلى شهادة علمية لمدة عامين. وبصفة عامة، يتعين على متخصصي التكنولوجيا الكيميائيين إكمال برنامج جامعي محدد إما أن يكون لمدة عامين أو أربعة أعوام في الكيمياء أو الكيمياء الحيوية أو تكنولوجيا الهندسة الكيميائية أو التدريب الدقيق ذي الصلة. وعادة ما يعملون مع عالم رفيع المستوى.
ومن ثم، يتطلب الأمر شهادة وطنية لمتخصصي التكنولوجيا الكيميائية والفنيين في بعض البلدان.